# Glyká Nerá (Attique)
Glyká Nerá, en grec moderne : Γλυκά Νερά, est un village du dème de Péania, en Attique, Grèce.
Selon le recensement de 2011, la population du village s'élève à 11 049 habitants.